# 期間
期間（きかん）とは、一定の時点・時期から他の一定の時点・時期までの時間の継続をいう。
- 民法についてこの節では、条数のみ記載する。

## 概説
期間は一定の時点・時期から他の一定の時点・時期までの時間の継続である。個々の具体的な期間については、当事者の法律行為によって定まる場合、法令の規定によって定まる場合、裁判上の命令による場合がある。期間の計算方法については、法令若しくは裁判上の命令に特別の定めがある場合又は法律行為に別段の定めがある場合を除き、民法第1編第6章の規定に従う（138条）。民法の期間計算の定めは公法上の期間計算にも適用がある（衆議院解散による衆議院議員総選挙の期日につき大判昭5・5・24民集9巻468頁）。なお、この規定は将来に向けて期間を計算する場合のみならず、過去にさかのぼって期間を逆算する場合にも類推適用される。

## 期間の計算

### 期間計算の方法
自然的計算方法
瞬間から瞬間までの時間の継続を期間として計算する方法（最小単位は秒）。
暦法的計算方法（暦法計算法）
暦に従って期間を計算する方法（最小単位は日）。

### 期間計算の通則

#### 時・分・秒単位によるとき
時・分・秒単位によるときは自然的計算方法により、起算点は即時となる（139条）。

#### 日単位によるとき
- 起算点
原則として初日を算入せず翌日から起算する（初日不算入の原則、140条本文）。これは初日の起算点は午前零時でない限り初日は丸一日分とれないことになるためであり、初日の起算点が午前零時から始まるときは初日を算入する（140条但書）。
- 満了点
期間はその末日の終了をもって満了する（141条）。ただし、期間の末日が休日にあたりその日に取引をしない慣習がある場合に限り翌日で満了する（142条、出生届につき大判大11・4・10民集1巻182頁）。

#### 週・月・年単位によるとき
- 起算点
日単位の場合と同様に原則として初日を算入せず翌日から起算する（初日不算入の原則、140条本文）。ただし、初日の起算点が午前零時から始まるときは初日を算入する（140条但書）。
- 期間の計算
週・月・年の単位で表示されるときは暦に従って計算する（暦法的計算方法、143条1項）。したがって、月単位の場合にも大の月と小の月を区別せず、年単位の場合にも平年と閏年を区別しない[4]。ただし、週単位の場合には7日単位で換算する[4]。
- 満了点
週、月または年の初めから期間を起算しないときは、その期間は最後の週・月・年においてその起算日に応当する日の前日に満了する。ただし、月または年によって期間を定めた場合において、最後の月に応当する日がないときは、その月の末日に満了する（143条2項。なお、期間の末日が休日にあたりその日に取引をしない慣習がある場合に限り翌日で満了する（142条））。

### 期間計算の特則
期間計算の方法については、初日不算入の原則の例外や期間の末日の扱いなど、個々の法律で特に定めを置いている場合がある。
- 年齢の計算
年齢は出生の日から起算する（年齢計算ニ関スル法律（明治35年12月2日法律第50号）1項）。
- 戸籍法上の届出
届出期間は、届出事件発生の日からこれを起算する（戸籍法第43条）。
- 民事訴訟法上の期間の計算（民事訴訟法第95条）
- 刑事訴訟法上の期間の計算（刑事訴訟法第55条）
- 国会の会期の計算
国会の会期は召集の当日からこれを起算する（国会法第14条）。
- 国会法・議院規則の期間の計算
国会法及び各議院の規則による期間の計算は当日から起算する（国会法第133条）。
- 刑期の計算
刑期は裁判が確定した日から起算する（刑法第23条）。
- 受刑等の初日及び釈放
  - 受刑の初日は、時間にかかわらず、一日として計算する。時効期間の初日についても、同様とする（刑法第24条第1項）。
  - 刑期が終了した場合における釈放は、その終了の日の翌日に行う（刑法第24条第2項）。
- 特許法上の期間の計算（特許法第3条）
- 国税通則法上の期間の計算（国税通則法第10条）
- 地方税法上の期間の計算（地方税法第20条の5）

## 各法における期間

### 訴訟法上の期間
- 法定期間
裁判所が裁量によりその長さを定める期間。
- 裁定期間
- 行為期間
- 中間期間
- 不変期間
- 通常期間

### 行政法上の期間
行政法での用語 
出訴期間
行政事件訴訟法で取消訴訟を提起することのできる期間をいう。
不服申立て期間
行政不服審査法で不服申立てのできる期間をいう。
標準処理期間
行政手続法で申請がなされてからそれに対する処分をするまでに通常要すべき標準的な期間をいう。

## 備考

### 「自」と「至」

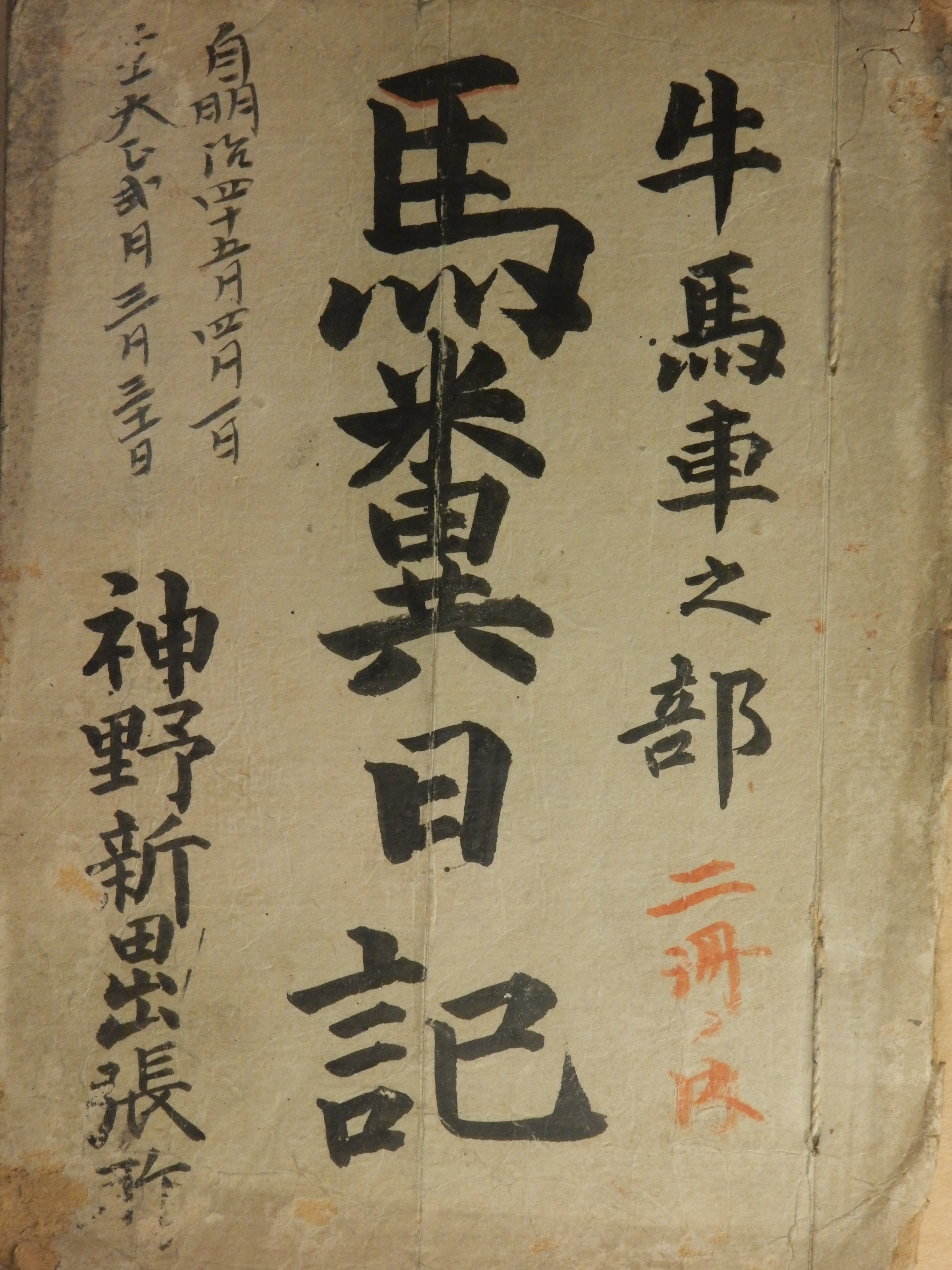
例：神野新田の記録。「自明治四十五年四月一日 至大正弐年三月三十一日」とある

履歴書などでは継続した期間を表すために「自」（〜より）と「至」（〜まで）の文字が用いられることがある。